# Thomas Pelham (2e comte de Chichester)
Pour les articles homonymes, voir Thomas Pelham et Pelham.
Thomas Pelham (28 avril 1756 - 4 juillet 1826) est un homme politique britannique Whig. Il occupe notamment le poste de ministre de l'Intérieur sous Henry Addington de 1801 à 1803.

## Biographie

### Jeunesse
Il est le fils aîné de Thomas Pelham, 1er comte de Chichester et de son épouse Anne Franklans, fille de Frederick Meinhardt Frankland. Le très révérend George Pelham est son frère cadet.
Il fait ses études à la Westminster School et au Clare College à Cambridge.

### Carrière politique
Il est surveillant général des munitions lors du 2e ministère de Lord Rockingham (1782) et Secrétaire en chef pour l'Irlande du ministère de coalition de 1783 (lorsqu'il est également nommé au Conseil privé d'Irlande). Il représente Carrick à la Chambre des communes irlandaise de 1783 à 1790 et Clogher de 1795 à 1797. En 1795, il est admis au Conseil privé et devient secrétaire en chef irlandais dans le gouvernement de William Pitt le Jeune jusqu'en 1798.
La dernière année, il passe brièvement à Naas avant de passer à Armagh Borough, siège qu'il occupe jusqu'à l'année suivante. Il est ministre de l'Intérieur de juillet 1801 à août 1803 sous Addington, qui le nomme chancelier du duché de Lancastre en 1803. Lord Pelham quitte ses fonctions en 1804 et, l'année suivante, accède au comté. Il est nommé maitre général des Postes de 1807 à 1823.

## Famille

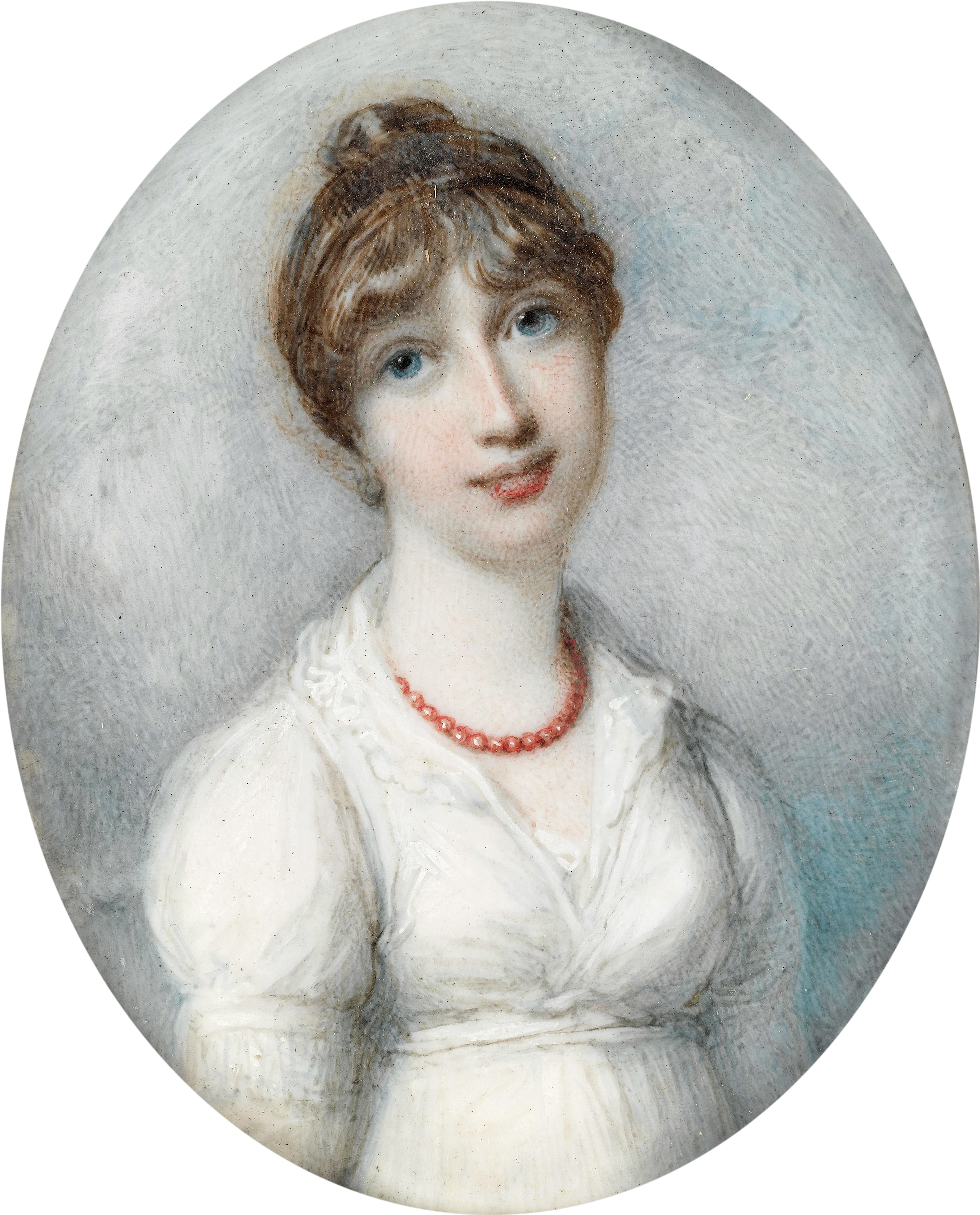
Mary Henrietta Juliana Pelham née Osborne (Richard Cosway)

Il épouse en 1801 Lady Mary Henrietta Osborne (en), fille de Francis Osborne (5e duc de Leeds). Ils ont quatre fils et six filles. Leur deuxième fils l'honorable Frederick Thomas Pelham est un commandant de la marine tandis que leur troisième fils, le très révérend John Pelham (évêque), est Évêque de Norwich. Il est décédé en juillet 1826, à l'âge de 70 ans, et son fils aîné, Henry Pelham (3e comte de Chichester), lui succède. Sa fille, Lady Amelia Rose, épouse le 5 septembre 1854 le major général Sir Joshua Jebb, arpenteur général des prisons et concepteur de la Prison de Pentonville, la «prison modèle». Sa fille, Lady Lucy Anne Pelham, épouse Sir David Dundas . La comtesse de Chichester est décédée en octobre 1862, à l'âge de 86 ans.